# The Techniques
The Techniques su bili rocksteady vokalni glazbeni sastav s Jamajke. Osnovani su 1962. godine. Bili su aktivni 1960-ih.
Uz ovaj sastav je u svezi i sastav The Uniques.

## Povijest
Sastav je formirao 1962. Winston Riley dok je još išao u školu. Prvu su postavu činili Slim Smith, Franklyn White i Frederick Waite. Redovito su pjevali kod kluba Edwarda Seage Chocomo Lawn. Ondje ih je primijetio lovac na talente iz Columbia Recordsa koji je izdao njihov prvi singl No One. Singlica je bila izdana samo u Ujedinjenom Kraljevstvu. Bilo je to 1963.
Jamajčki debi je došao 1965. kad ih je pjevač Stranger Cole upoznao s producentom Dukeom Reidom. Reid je producirao singlove Don't Leave Me, When You Are Wrong i Little Did You Know koji su izašli pod etiketom Island Records te na Reidovim etiketama Duke i Treasure Isle.
Smith je napustio skupinu 1966. radi posvećivanja vlastitoj samostalnoj karijeri pri diskografskoj kući Studio One. Kasnije je formirao vlastiti sastav The Uniques zajedno s Whiteom. Zamijenio ga je Pat Kelly. Prijelaz sa ska na rocksteady je pristajao The Techniquesima. Uslijedile su uspješnice u 1967. i 1968. You Don't Care, Queen Majesty, I Wish It Would Rain, It's You I Love te Love Is Not a Gamble.
Sastav je prekinuo suradnju s kućom Treasure Isle 1968., a Riley je osnovao vlastitu diskografsku kuću 'Techniques' za koju je izdavao materijale svog sastava te skladbe drugih umjetnika koje je producirao. Postava se vremenom redovito mijenjala, a Riley je bio jedinim redovnim članom. Ostali izvođači koji su kasnih 1960-ih nastupali su bili Lloyd Parks, Bruce Ruffin i Dave Barker. Kelly se nakratko vratio, snimajući vodeće vokale na What Am I To Do?.
Riley je postao jednim od najuspješnijih jamajčkih producenata 1980-ih. Kelly i Ruffin su dosegli uspjehe u samostalnoj karijeri. Parks je radio kao plodni glazbenik za sesije kao i samostalni umjetnik. Barker je stekao slavu kao dio dvojca Dave & Ansell Collins. Waite je odselio u Ujedinjeno Kraljevstvo gdje je vodio Musical Youth, skupinu u kojoj su njegovi sinovi bili članovi.
The Techniques su bili nakratko se vratili na pozornicu 1982., uz bivšeg člana sastava The Paragonsa Tyronea Evansa kao vodećeg vokala, ponovno objavivši ponovno snimljenu skladbu Love Is a Gamble te novi album.

## Diskografija

### Albumi
- Little Did You Know (196?.) Treasure Isle
- Unforgettable Days (1981.) Techniques
- I'll Never Fall In Love (1983.) Techniques

### Kompilacijski albumi
- Classics (1982.) Techniques
- Classics vol. 2 (1982.) Techniques
- Rock Steady Classics Rhino
- Run Come Celebrate (1993.) Heartbeat
- Techniques in Dub (1997.) Pressure Sounds
- Queen Majesty (2007.) Trojan

## Vanjske poveznice
- Roots Archives  Arhivirana inačica izvorne stranice od 4. srpnja 2008. (Wayback Machine) The Techniques